# Arbrå Såg
AB Arbrå Såg var ett sågverk i Arbrå mellan åren 1944 och 1989.

## Historik
År 1944 köpte bröderna Gunnar, född 4 juli 1913, död 3 januari 2002 och Bertil Eriksson, född 19 juli 1918, död 21 juli 2000, ett cirkelsågverk i Rehn, Bollnäs för att såga björktimmer. Det då pågående världskriget öppnade möjligheter, då det rådde brist på sågat björkvirke.

## Flytt till Arbrå

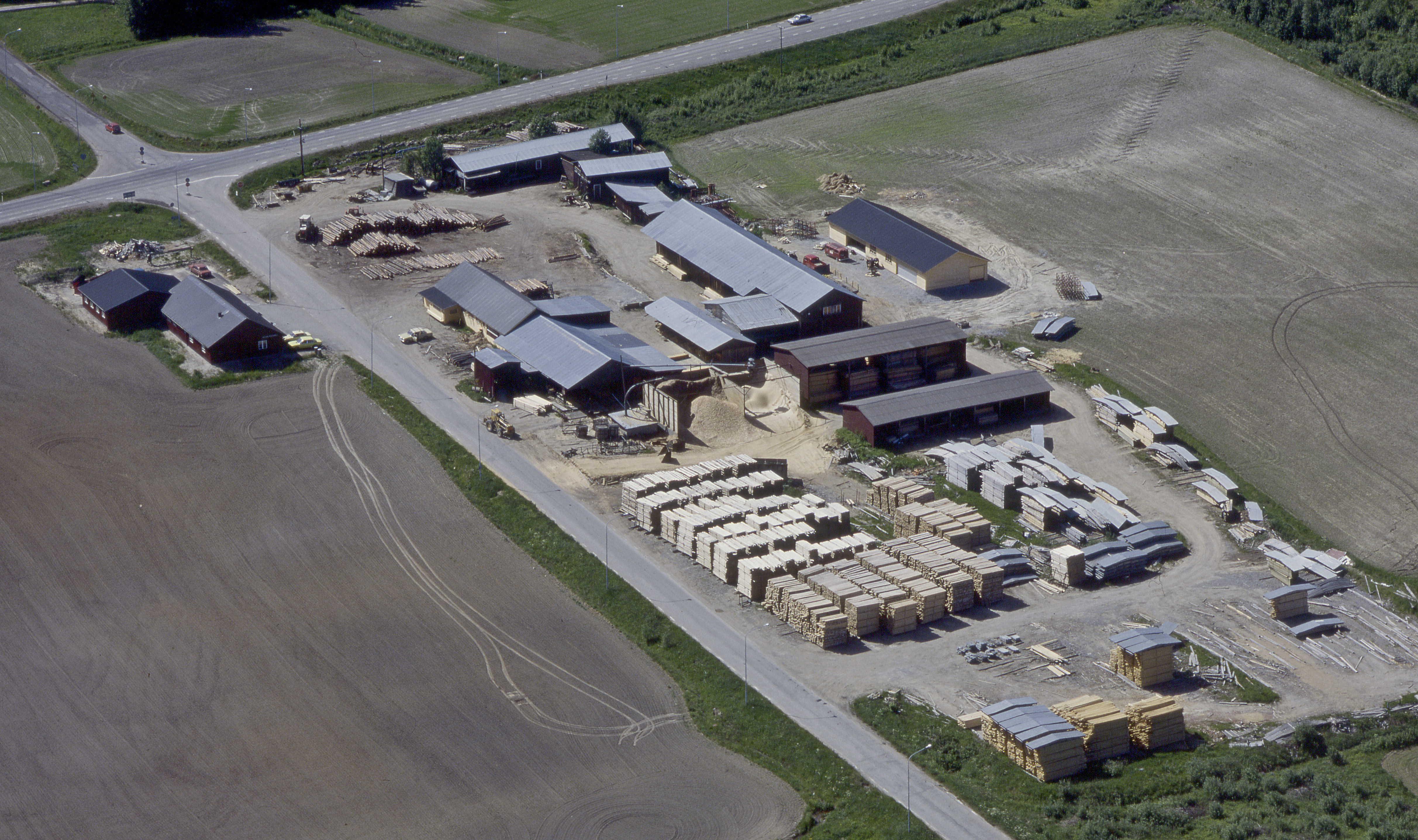
Arbrå Såg, flygfoto 1972.

Inför säsongen 1946 flyttades verksamheten till Arbrå och till den tomt där Tyko Janssons Plåtslageri senare fanns. Fem man var sysselsatta, sågare, hjälpsågare, timmerrullare tillika skotare, två stabbläggare och vedkapare. Då platsen var begränsad för uppläggning av brädstaplar, flyttades sågen över till den gamla sågtomten där Heasågen tidigare låg. Sågbänken kompletterades med en kombinerad klyv- och kantbänk och överbyggdes med ett tak. Verksamheten pågick till och med 1949 då idén kom om en mera permanent anläggning. Per Jonsson i Rike, som sysslat med virkesaffärer, upplät mot arrende mark efter Galvvägen, väster om samhället.
Ny såg byggdes 1949 och sågningen påbörjades 1950 med sågningssäsong från mars till augusti, med en arbetsstyrka på 12–13 personer. Bolagsbildning skedde 1953 med 60% på bröderna Eriksson och 40% på Per Jonsson Rike. Rationaliseringar och ombyggnader har under åren skett med anpassning efter tidens krav. 1955 inköptes en Bolinderhyvel och torrklyvsåg. Hyvlingen blev ett bra komplement och gav en säsongsutjämnande effekt.

## Produktion
Produktionen kom att inriktas på hemmamarknaden och på 1960-talet var formvirke en stor produkt. En annan stor produkt blev listverk av allmogetyp genom tillgång på stål och fräsar från hyvleriet i Lottefors. 1982–1983 uppfördes ett nytt tidsanpassat hyvleri norr om virkesmagasinet. Med ålderns rätt försåldes företaget den 15 mars 1989 till Silfors AB.